# Gema Jurkūnaitė
Gema Jurkūnaitė (*  26. Februar 1945 in Kruciai, Rajongemeinde Mažeikiai) ist eine litauische Politikerin.

## Leben
Nach dem Abitur mit Auszeichnung 1962 an der Mittelschule Tirkšliai absolvierte sie 1967 das Diplomstudium der litauischen Sprache und Literatur an der Vilniaus universitetas und 1972 die Aspirantur am Lehrstuhl für Philosophie an der VU.
Ab 1967 lehrte sie an der Fakultät Kaunas der VU als Dozentin. Von 1992 bis 1996 war sie Mitglied im Seimas. Ab 1997 lehrte sie bei Vilniaus technikos kolegija.
Ab 1967 war sie Mitglied von Lietuvos komunistų partija, ab 1990 der LDDP und von 2001 bis 2005 der LSDP.